# Закавказская носатая гадюка
Закавказская носатая гадюка (лат. Vipera transcaucasiana) — вид ядовитых змей рода настоящих гадюк семейства гадюковых. Некоторыми авторами рассматривается как подвид носатой гадюки Vipera ammodytes transcaucasiana.

## Внешний вид и строение
Общая длина достигает 84 см. Змея получила свое название за мягкий вырост на кончике морды, направленный вверх на 3—5 мм покрытый мелкими чешуйками. Голова сверху покрыта мелкой ребристой чешуей. Брюшных щитков 133—162, подхвостовых — 28—43 пары. Вокруг середины туловища тянутся 21—23 ряда чешуй.
Окраска верхней стороны тела серая или буровато-красная с узкими темными поперечными полосками вдоль спины. Брюхо желтовато-серого цвета, покрыто мелкими темными пятнышками. Кончик хвоста снизу желто-зеленый или оранжевый.

## Образ жизни
Любит ксерофитные горные леса, придерживается каменистых склонов, поросших дубом, сосной и грабом, лесных полян. Встречается на высоте до 1700 м над уровнем моря. В летнюю жару эта гадюка активна только в утренние и вечерние часы. Ядовита, как и другие гадюковые змеи. Яд гемолитического действия (влияет на кровь и кроветворные органы). Укусы представляют большую опасность для домашних животных и человека. Питается грызунами, птицами и ящерицами. Уходит на зимовку в конце октября.
Это яйцеживородящие змея. Выход из зимовки и спаривания происходит в марте-апреле. В конце августа — начале сентября самка рожает 4—10 детенышей длиной до 22—23 см.

## Распространение
Живет в Грузии, северо-западном Азербайджане, северной Турции и Иране.